# Davidson Ezinwa
Davidson Ezinwa (ur. 22 listopada 1971) – nigeryjski lekkoatleta, sprinter, medalista Igrzysk olimpijskich i mistrzostw świata.
W 1996 został zdyskwalifikowany na 3 miesiące z powodu dopingu (efedryna).

## Sukcesy
- srebro mistrzostw świata juniorów (sztafeta 4 × 100 metrów, Greater Sudbury 1988)[2]
- 3 medale Mistrzostw Świata Juniorów w Lekkoatletyce (Płowdiw 1990: bieg na 100 metrów – złoto, bieg na 200 metrów – srebro, sztafeta 4 × 100 metrów – brąz)
- 4. miejsce podczas mistrzostw świata w Lekkoatletyce (sztafeta 4 × 100 metrów Tokio 1991)
- srebro igrzysk olimpijskich (sztafeta 4 × 100 metrów Barcelona 1992)
- 6. miejsce na igrzyskach olimpijskich (bieg na 100 metrów Atlanta 1996)
- brązowy medal halowych mistrzostw świata w Lekkoatletyce (bieg na 60 metrów Paryż 1997)
- srebro mistrzostw świata w Lekkoatletyce (sztafeta 4 × 100 metrów Ateny 1997) osiągnięty na tej imprezie rezultat - 37,94 s jest aktualnym rekordem Afryki
- wiele medali podczas innych imprez międzynarodowych, m.in. Igrzysk Wspólnoty Narodów (1990), Mistrzostw Afryki w Lekkoatletyce (1988-89) czy Igrzysk afrykańskich (1991, 1995)[3].

## Rekordy życiowe
- Bieg na 100 metrów – 9,94 (1994)
- Bieg na 200 metrów – 20,25 (1992) / 19,9 (1989)[1]
- Bieg na 60 metrów (hala) – 6,51 (1999)

Na niektórych imprezach międzynarodowych w składzie sztafety nigeryjskiej obok Davidsona Ezinwy występował jego brat bliźniak Osmond.